# Sonic Death
Sonic Death — российская гараж рок группа из Санкт-Петербурга, основанная Арсением Морозовым. Одна из первых групп новой русской волны.

## История
Sonic Death были основаны в 2011 году Арсением Морозовым после закрытия его предыдущего коллектива, Padla Bear Outfit. По словам Арсения, создание нового проекта стало способом выйти из творческого тупика и уйти от жанровой неопределенности, характерной для его прежней группы.
Изначально проект должен был называться Puff Pastry Death, но позже группа остановилась на более простом и лаконичном названии Sonic Death, означающем «конец эры звуков», а также отдающем дань уважения гитаристу Фреду "Сонику" Смиту. В одном из первых интервью группы, Арсений Морозов подтвердил, что название  группы никак не связано с коллективом Sonic Youth и их альбомом Sonic Death, так как с творчеством этой группы Арсений познакомился позже.
Основной состав Sonic Death изначально включал всего двух человек, барабанщика Никиту Крикунова и самого Арсения Морозова на гитаре и вокале. В таком составе группа выпустила EP "SONIC DEATH", а также релизы "GOTHIC SESSION", "COMPLETE SESSION", "UNCOMPLETE SESSION", "UNRELEASED ALBUM" и "1st BLOOD". В то время группа играла как сольные концерты, так и выступала на фестивалях совместно с СБПЧ, Kadavar, быстро обретая небольшую, но лояльную аудиторию.
Примерно в это же время к концертному составу группы в качестве барабанщика присоединился Даня "Sam Twilight", а Никита стал басистом группы. Однако уже в 2013 году группа записала свой альбом "HOME PUNK" как дуэт, так как Никита покинул группу.
"HOME PUNK" стал культовым альбомом группы, сразу заняв второе место в Топ-25 лучших русскоязычных альбомов 2013 года журнала Афиша, а в конце десятилетия попал в Топ-30 альбомов 2010-х годов по версии The Village и 100 лучших альбомов по версии сетевого издания «Time Out».
Следующий полноформатный релиз группа выпустила лишь через три года. Им стал альбом "HATE MACHINE". К составу группы вновь присоединился басист, в аннотации к альбому он указан как Demon. Согласно интервью, басиста в группу привёл именно Даня. Арсений сначала не оценил этот выбор, но уже совсем скоро изменил своё мнение, так как с басовыми партиями будущий альбом заиграл новыми красками. После приуроченного к выходу альбома тура, басист покинул проект и Sonic Death снова на короткий период стали дуэтом.
В августе 2016-го года после долгого перерыва Арсений Морозов возродил свой первый проект PADLA BEAR OUTFIT, в качестве бас-гитаристки в нём выступила его жена Диана "Diana Moon" Морозова. С ней же в составе был выпущен следующий альбом Sonic Death "SPACE GOTH" в 2017 году. В обновлённом составе группа также выпустила "PUNKS AGAINST MAFIA, VOL.1" и "PUNKS AGAINST MAFIA, VOL.2" и сборник "FUKEN HITS".
В 2017 году группа попала в ДТП во время гастролей по пути из Кирова в Тольятти. Группа отделалась синяками и испугом, однако инцидент сильно повлиял на дальнейшее планирование туров группы.
В 2018 году к концертному, а в 2019 году к основному составу группы присоединяется гитарист Влад, ранее игравший в проекте Katiny Slezki. В составе из четырёх человек Sonic Death записали альбомы "RUSSIAN GOTHIC", "ПОСЛЕ НАС ТИШИНА" и "НОЧЬ ДЛИННЫХ БАЛЛАД".
В марте 2022 года группа покинула Россию, переехав в Тбилиси, Грузия без гитариста Влада. В таком составе группа записала синглы "IMMIGRANT SONG #2" и "КОРОЛЬ МЕЧIВ" и альбом "ОСЁЛ ВОЙНЫ". В августе 2022 года Арсений и Диана развелись, после чего группа приняла решение взять в состав нового бас-гитариста Игоря "LED-O-CALL" Мялькина, ранее игравшего в группах KnightKnights> и "Спасибо". В обновлённом составе группа записала несколько синглов, а также альбом "SONIC DEATH".
С конца 2023 года проживает в Париже, Франция.
В октябре 2024 года Sonic Death стали первой инструментальной группой, сыгравшей на концертной площадке Dover Street Market, открытую брендом Comme des Garçons.

## Звучание
Лидер группы Арсений Морозов начал играть на гитаре в 6 лет, также занимался ей дополнительно в доме детского творчества в Озерках. В детстве слушал в основном русский рок, из зарубежного — Deep Purple и Jethro Tull. Уже в начале своего творчества противопоставлял его классическому русскому року, вдохновлялся Дэниелом Джонстоном.
Жанр группы большинством музыкальных критиков описывается как гаражный рок, однако группа много экспериментирует, некоторые песни и альбомы имеют оттенки блэка и психоделии. Также отмечаются элементы панка и стоунер-рока. На старте музыка группы развивалась в стиле нью-йоркского андерграунда 70-х и аутсайдерской музыки. Музыканты являются сторонниками DIY и лоу-файного звучания, первые альбомы записывались дома. Любимыми группами лидер группы называл Ty Segall, Meatbodies, Vant, Black Rebel Motorcycle Club, Crystal Castles, The Velvet Underground, The Sonics; из российских — БГ, Кино (группа), а из новой волны — Казускома, Slackers, Продавцы-консультанты, ГШ (группа), The Optical Sounds, Koshatka. Из самых ненавистных — Mudhoney, Pearl Jam, Alice in Chains.

## Дискография
EP:
- SONIC DEATH (EP, 2011)
- GOTHIC SESSION (2012)
- POGRUSTI TOUR EP (2013)
- † UGLY SESSION † EP (2014)
- VECHERINKA DLJA LOHOV EP (2015)
- PUNKS AGAINST MAFIA Vol. 1 (2018)
- LÄRM EP (2022)
- М. И. Р. (Меня Исправит Расстрел) (2025)

LP:
- 1st BLOOD (LP, 2013)
- HOME PUNK (LP, 2013
- HATE MACHINE (LP, 2016)
- UNRELEASED ALBUM (LP, 2017)
- SPACE GOTH (LP, 2017)
- PUNKS AGAINST MAFIA Vol. 2 (LP, 2018)
- RUSSIAN GOTHIC (LP, 2020)
- ПОСЛЕ НАС ТИШИНА (LP, 2020)
- Ночь Длинных Баллад (LP, 2021)[6]
- ОСЁЛ ВОЙНЫ (LP, 2022)
- SONIC DEATH (LP, 2023)